# Sur mes gardes
Sur mes gardes je první studiové album francouzské zpěvačky Joyce Jonathan, které vyšlo dne 18. ledna 2010.

## O albu
Poté, co Joyce Jonathan získala dostatečný finanční obnos potřebný na vydání alba z platformy My Major Company, tak se obrátila na Louise Bertignaca, bývalého kytaristu skupiny Téléphone. Již dříve oceňovala jeho práci na produkci alb Carly Bruni. Prací na albu, zejména aranží písní, strávili rok v Bertignacově studiu.
První dva singly z alba, „Je ne sais pas“ a „Pas besoin de toi“, vyšly na konci roku 2009.

## Seznam skladeb
| Pořadí | Název                      | Délka |
| ------ | -------------------------- | ----- |
| 1.     | L'heure avait sonné        | 3:38  |
| 2.     | Pas besoin de toi          | 3:08  |
| 3.     | Je ne sais pas             | 3:38  |
| 4.     | Ma musique                 | 3:29  |
| 5.     | Au bar                     | 2:43  |
| 6.     | Prends ton temps           | 3:20  |
| 7.     | Un peu d'espoir            | 3:19  |
| 8.     | Bien trop simple           | 3:17  |
| 9.     | Sur mes gardes (avec Tété) | 2:47  |
| 10.    | Tant pis                   | 3:32  |
| 11.    | Les Souvenirs              | 3:19  |
| 12.    | Le Piège                   | 3:06  |

## Ocenění a prodeje
| Země              | Nejvyšší umístění | Prodeje          | Ocenění                  |
| ----------------- | ----------------- | ---------------- | ------------------------ |
| Francie           | 17                | Francie: 155 000 | Francie: platinová deska |
| Francie (Stažení) | 1                 |                  |                          |
| Belgie            | 98                |                  |                          |